# Lotta in piedi

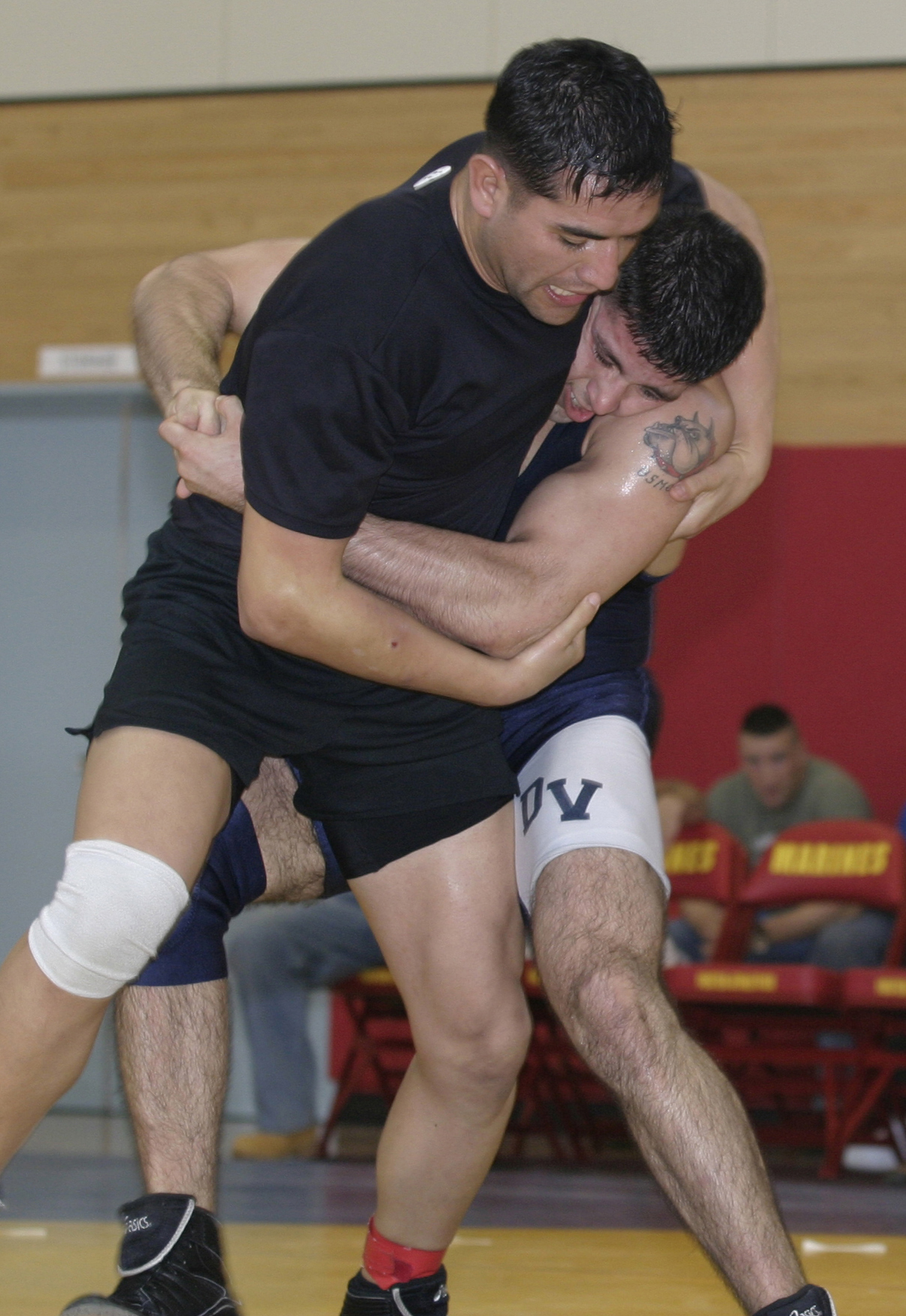
Un lottatore sta cercando di passare alle spalle del suo avversario.

La lotta in piedi (detta anche clinching o lavoro in clinch) è una parte del combattimento in piedi in cui i due combattenti stanno lottando in una posizione di contatto corpo a corpo in piedi, tipicamente utilizzando delle prese sulla parte superiore del corpo. Il clinch può essere utilizzato per impedire all'avversario l'utilizzo di calci, pugni o armi bianche, ma può essere utilizzato anche come tramite per passare da una fase di combattimento in piedi ad una di combattimento al suolo, utilizzando proiezioni o spazzate.
La lotta in piedi è enfatizzata nella lotta greco-romana, nella lotta libera, nel judo, nel sumo, ma anche nel catch wrestling, nello shoot wrestling, nel sanda, nel kun khmer, nel sambo, nelle arti marziali miste e nella muay thai.

## Negli sport da combattimento
La lotta in piedi è l'obiettivo principale di molti sport da combattimento come il judo o la lotta olimpica, ma è anche parte integrante del sambo e di discipline che comprendono principalmente i colpi come la muay thai.
La natura della lotta in piedi in ogni sport dipende dalle regole. Nella muay thai e nel kun khmer si enfatizza la capacità di portare colpi da una posizione di clinch, mentre nel judo si enfatizza la capacità di ottenere una proiezione. La regola comune in tutte queste forme è la possibilità di usare tecniche di lotta necessarie per ottenere il clinch. Altri sport come il pugilato o il taekwondo possono ammettere una fase di contatto in piedi solo per breve tempo prima che l'arbitro separi gli atleti, oppure può non ammetterla affatto. Se la lotta in piedi non è ammessa, l'atleta può essere avvertito o ammonito, oppure l'arbitro può far ricominciare l'incontro da una distanza maggiore.

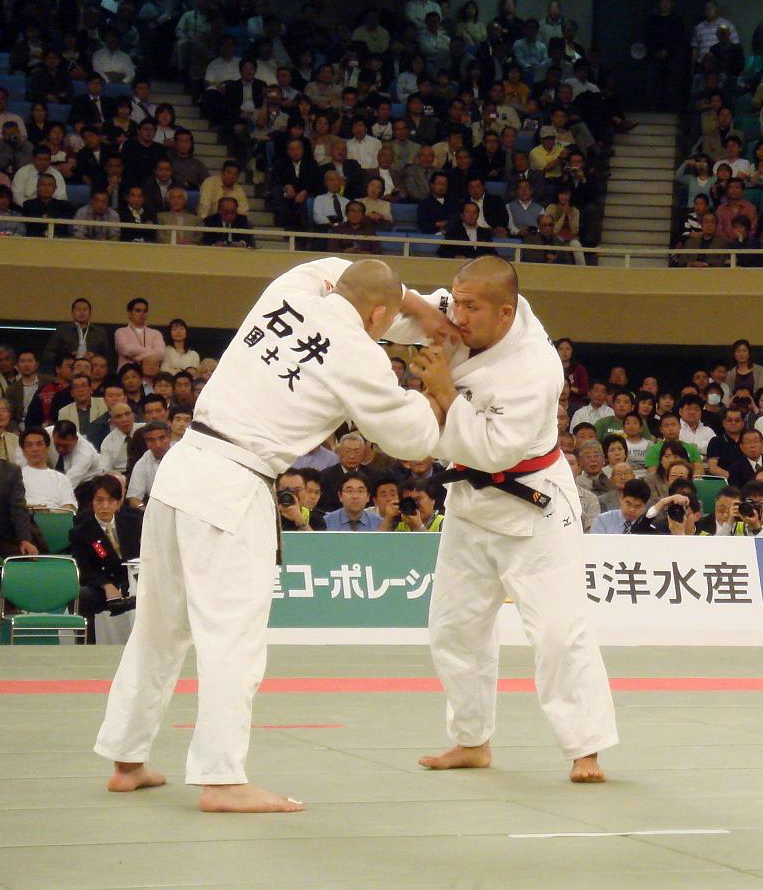
L'obiettivo principale nel Judo è di afferrare l'avversario e proiettarlo a terra.